# França Antàrtica
França Antàrtica va ser una colònia del Regne de França, emplaçada a l'actual Rio de Janeiro, Brasil. Va existir entre 1555 i 1567 i va tenir control sobre la costa des de Rio de Janeiro fins a Cabo Frio. La colònia es va convertir ràpidament en un refugi per als hugonots i va ser finalment destruïda pels portuguesos el 1567.

## Antecedents
Francesc I de França no va acceptar el Tractat de Tordesillas que posava el Brasil sota la sobirania portuguesa, va decidir establir-se al Brasil, i amb el suport financer de Jean Ango i Philippe de Chabot, Giovanni da Verrazzano, explorant la costa compresa entre les Carolines i Terranova, incloent New York Harbor, la badia de Narragansett i el riu Hudson, va organitzar un segon viatge que va salpar de Dieppe amb quatre vaixells a principis de 1527: Una nau quedà separada de les altres en una tempesta prop de les illes de Cap Verd, però Verrazzano aconseguí arribar a la costa del Brasil amb dos vaixells i aconseguí omplir els vaixells de pal de Brasil abans de tornar a Dieppe el setembre.
Durant l'estiu de 1554, el Comandant de l'orde de Sant Joan de Jerusalem Nicolas Durand de Villegagnon va visitar en secret la regió de Cabo Frio, on s'havien refugiat protestants francesos, obtenint informació útil dels indis tamoios, coneixent els hàbits dels portuguesos en aquesta costa i recollint les dades necessàries per a una futura expedició per fundar un establiment colonial que es convertís en una poderosa base militar i naval, des d'on controlar el comerç amb les Índies Occidentals. El lloc escollit era la badia de Guanabara. A finals de 1554, Enric II de França va ordenar al seu ministre principal Gaspard de Coligny la preparació d'una expedició secreta comandada per Villegagnon. Encara que la dotació de l'expedició va ser modesta, els armadors de Dieppe van invertir en l'expedició. Sense voluntaris, Villegagnon va recórrer les presons del nord de França, prometent llibertat als qui s'hi unirien. Per no despertar l'atenció de l'ambaixador portuguès a França, Villegagnon va estendre el rumor que l'expedició anava a la costa de Guinea.

## La colònia
Un cop en possessió de l'illa de Serigipe situada a la badia de Guanabara, escollida per ser el lloc de defensa de l'Establiment, els colons hi van desembarcar, i van construir el fort Coligny. Es van construir habitatges de terra. Els homes, armes, municions i eines van ser desembarcats. Malgrat les dificultats de la mà d'obra europea, en tres mesos es va construir una fortificació amb l'ajuda dels indígenes. Fort Coligny tenia cinc bateries apuntant al mar. Al cap d'uns mesos, però, la mà d'obra autòctona es va cansar de l'excés de feina, sabent que els francesos evitaven les tasques més difícils. Els colons protestants calvinistes van realitzar en l'illa el primer culte i celebració, a les Amèriques, de la Santa Cena, d'acord amb les doctrines reformades. Poc temps després aquests missioners van ser qüestionats per Villegagnon, que els va obligar a declarar els termes de la seva fe i, de seguida, van ser martiritzats. Aquesta declaració de fe va quedar com la confessió de Guanabara.
El 15 de març de 1560, amb l'arribada d'Amador de Medeiros amb reforços oriünds de la Capitania de São Vicente, va tenir lloc l'atac dels portuguesos comandats per Mem de Sá, que va desembarcar tropes i artilleria a l'Illa. Dos dies més tard els francesos van abandonar el fort, buscant refugi junt als tamoios. La fortalesa va ser arrasada i, el 17 de març va ser celebrada la primera missa portuguesa a l'illa.

## Final de la colònia
El 1575, després d'un govern d'uns vint anys, Antônio Salema, governador de la capitania de Rio de Janeiro, va reunir, a la regió de la badia de Guanabara i a les capitanies de São Vicente i São Tomé, un exèrcit de portuguesos recolzat per una tropa d'indis catequitzats, amb l'objectiu d'eliminar el control franco-tamoio a la costa est de la capitania, atacant per terra i mar Cabo Frio, l'últim baluard de la Confederació de Tamoios i francesos. Durant els combats uns cinc-cents guerrers van morir, i després de la rendició uns 1.500 indis van ser esclavitzats. Les tropes guanyadores també van avançar per la regió cremant pobles, matant més de deu mil indis i empresonant-ne molts més. Els supervivents es van refugiar a la Serralada del Mar.